# Монок (Кыргызстан)
Монок (кирг. Монок, до 2002 года — XVIII Партсъезд) — село в Кара-Сууском районе Ошской области Кыргызстана. Входит в состав Кашгар-Кыштакского айылного аймака.

## География
Село расположено в северо-западной части области, вблизи государственной границы с Узбекистаном, на расстоянии приблизительно 9 километров (по прямой) к юго-западу от города Кара-Суу, административного центра района. Абсолютная высота — 857 метров над уровнем моря.

## Население
Согласно оценочным данным Национального статистического комитета Кыргызской Республики, численность населения села на начало 2023 года составляла 5174 человека.
| год     | 2009 | 2014 | 2015 | 2020 | 2021 | 2023 |
| ------- | ---- | ---- | ---- | ---- | ---- | ---- |
| человек | 3656 | 4420 | 4458 | 4944 | 5020 | 5174 |